# Asilak
Asilak (бел. Асілак «богатырь») — белорусский многоцелевой лёгкобронированный автомобиль, разработанный компанией «Белспецвнештехника». Прототипом стал российский броневик «Буран».

## История
ООО «БСВТ — Новые технологии» (дочерняя компания «Белспецвнештехники») было известно как разработчик и производитель оптических и оптоэлектронных прицелов, приборов и систем наблюдения, тренажёров, ситмуляторов, навигационного оборудования, самоходных робототехнических комплексов, стрелкового оружия гражданского и военного назначения. Кроме того, на предприятии выполнялись работы по модернизации военной техники и ракет с воздушным наведением малой дальности «воздух-воздух». Бронетехника стала новым направлением деятельности. Белорусский автомобиль был создан на базе российской разработки «Буран» от ООО «Нижегородское авиационное общество». Новую бронемашину впервые продемонстрировали на MILEX-2019. 3 июля 2019 года Asilak принял участие в параде по случаю Дня независимости Республики Беларусь в Минске.

## Описание
Автомобили линейки «Асилак» сертифицированы с двигателем ЯМЗ-53443 (Евро-5), чем отличается от российской разработки. Двигатель имеет объём 4,43 литра, номинальную мощность — 150 л. с., максимальный крутящий момент — 490 Н·м, вес — 480 кг. Изначально был заявлен двигатель ЯМЗ-53442 мощностью 200 л. с. — такие же стоят и на «Буранах». Максимальная скорость автомобиля — 100 км/ч. Расход топлива — 15 л/100 км. Ёмкость бака — 2х105 л. Запас хода — 1400 км. Агрегатная база автомобилей досталась от грузовиков ГАЗ со 5-ступенчатой механической коробкой передач. Передняя подвеска опирается на две продольные полуэллиптические рессоры с гидравлическими телескопическими амортизаторами. Сзади на двух продольных полуэллиптических рессорах, с гидравлическими телескопическими амортизаторами, с дополнительными рессорными стойками, а также на двух основных и двух продольных полуэллиптических рессорах с дополнительными рессорными стойками. Рулевое управление — с гидроусилителем. Тормозная система — с пневмогидравлическим приводом, двухконтурная, с разделением на контуры по осям, с АБС; тормозные механизмы всех барабанных колес. Модульная конструкция позволяет создавать бронетехнику различной конфигурации. Общее для всех представителей линейки «Асилак» — усиленная рама, двигатель, трансмиссия, модуль кабины, противоминная защита, силовой передний бампер. Модуль кабины — сварной, бронированный, двухместный. Выдерживает воздействие пуль калибра 7,62 мм. Бронированный моторный отсек не только защищает капот машины, но и обеспечивает дополнительную защиту кабины бронемашины при лобовой атаке. Двигатель оснащён специальной системой забора и подготовки воздуха к работе в условиях сильного задымления и преодоления водных преград.

## Модификации
31 января 2020 на коллегии Госкомваенпрома в Минске на базе бронеавтомобиля «Асилак» представленны РСЗО «Флейта» и самоходный пункт управления. В ноябре того же года компания представила линейку бронетехники на платформе Asilak SHTS. ASILAK АРС-6 предназначен для разведки, ASILAK АРС-10 — перевозки личного состава, ASILAK АЅV — для специальных задач, ASILAK CARGO — для перевозки грузов, а ASILAK AMEV позволяет оказывать медицинскую помощь и эвакуировать личный состав.

## Галерея

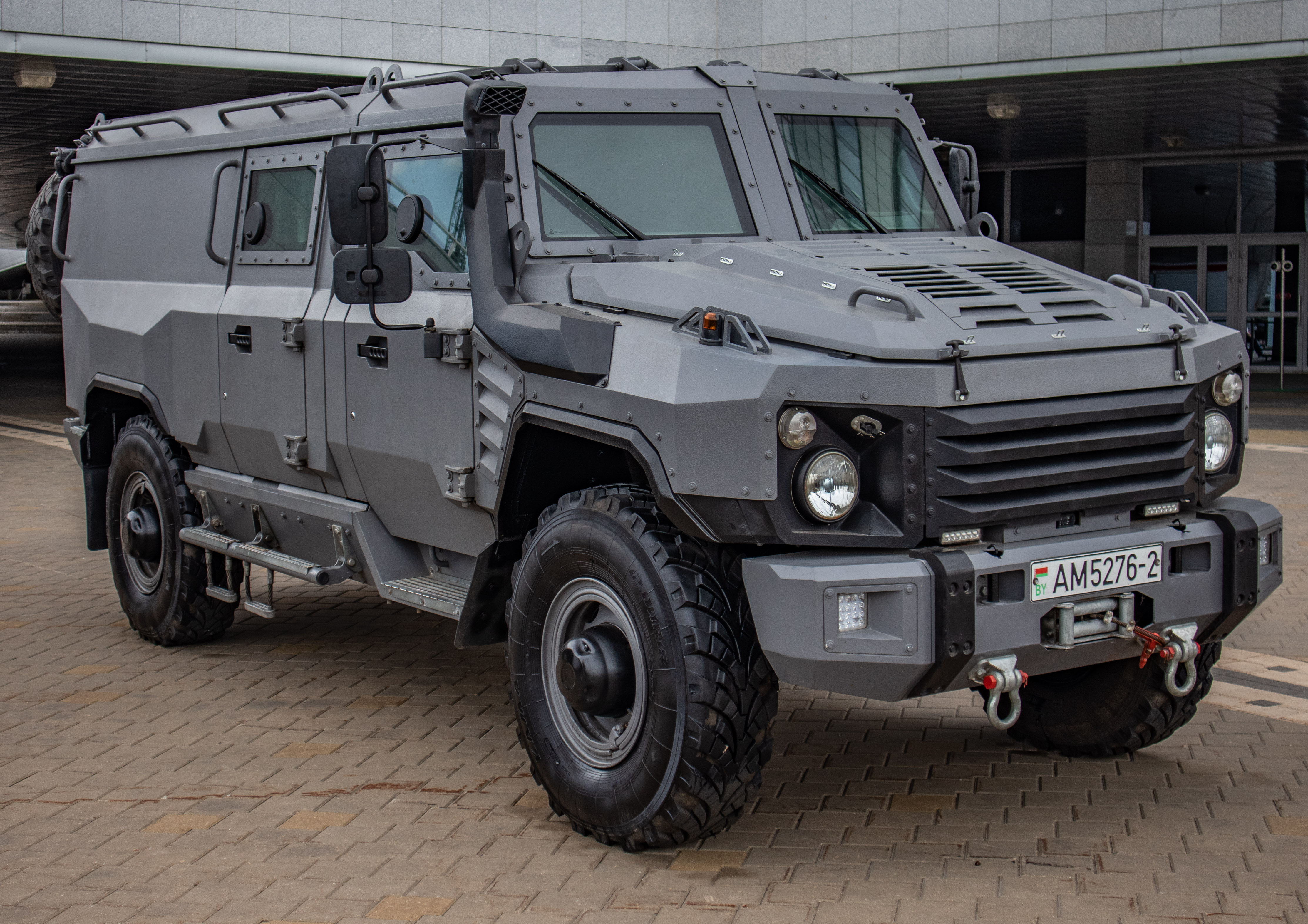
Asilak AMEV
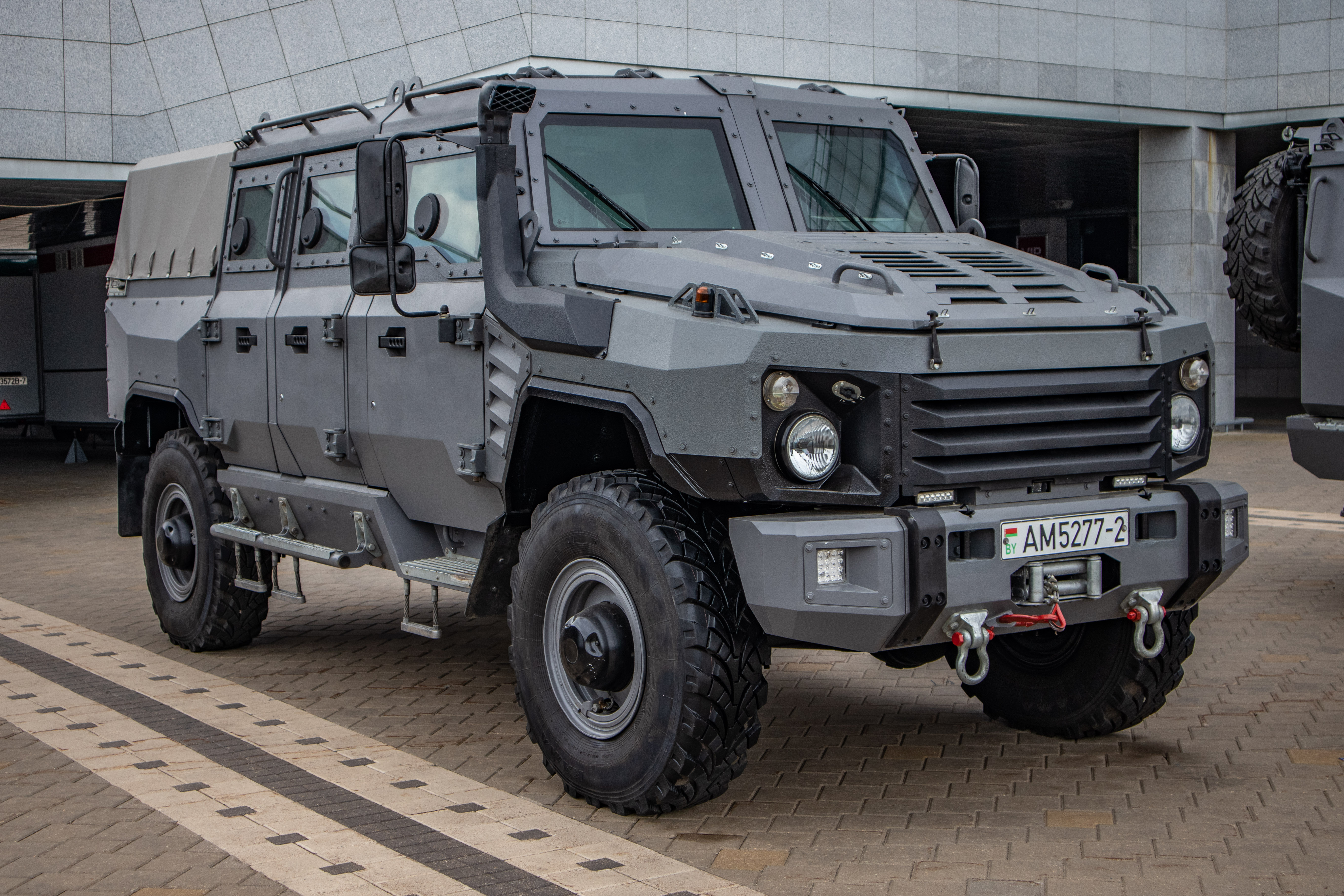
Asilak APC-6
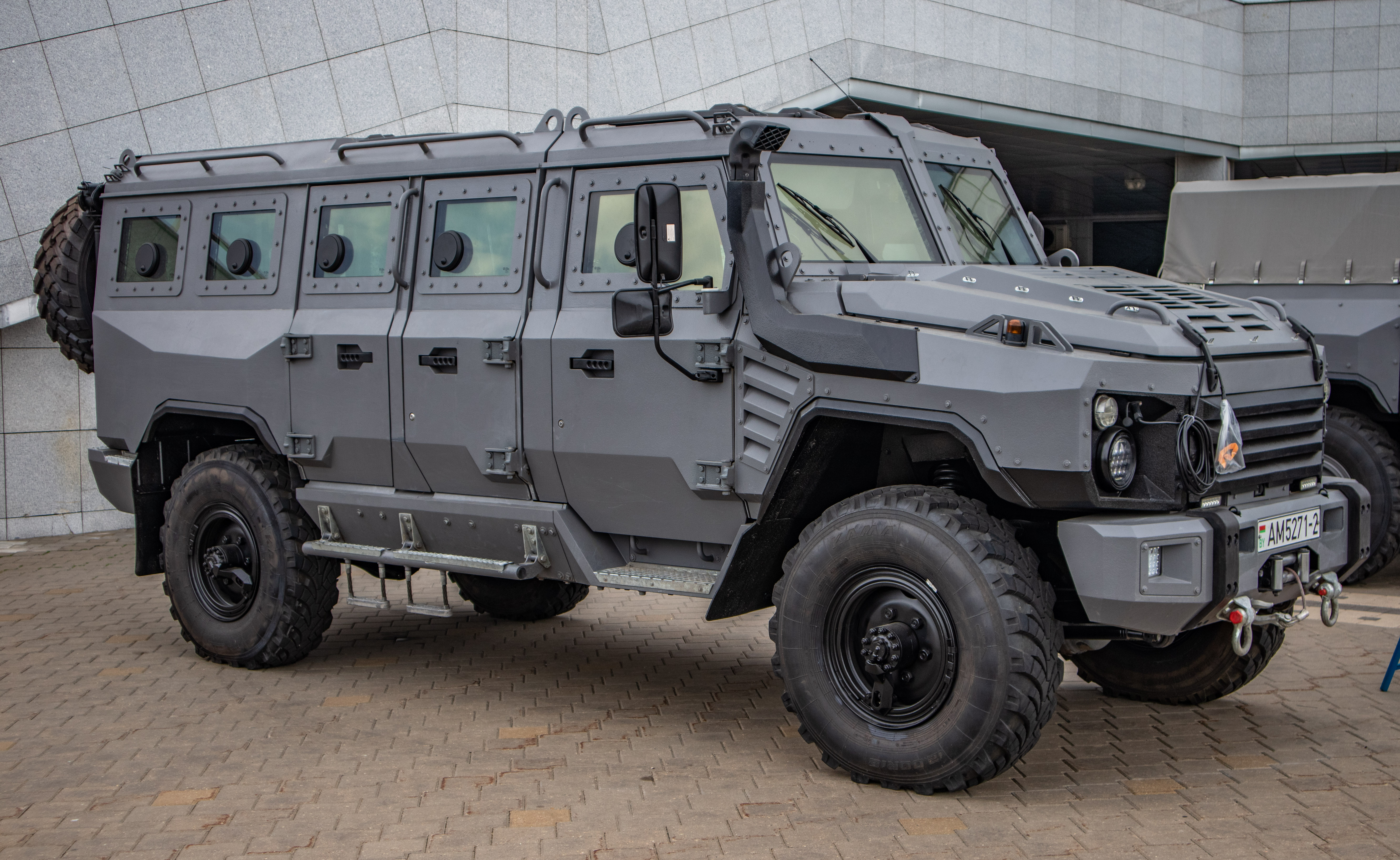
Asilak APC-10